# (You Want to) Make a Memory
(You Want to) Make a Memory è un singolo del gruppo rock statunitense Bon Jovi, pubblicato nel 2007 ed estratto dall'album Lost Highway.

## Il brano
Il brano è stato scritto da Jon Bon Jovi, Richie Sambora e Desmond Child.

## Video musicale
Nel videoclip della canzone appare l'attrice Brooke Langton.

## Tracce
UK CD
1. (You Want to) Make a Memory (Pop Version)
2. Put the Boy Back in Cowboy